# Jade Ewen
Jade Louise Ewen (Londres, 24 de enero de 1988), conocida simplemente como Jade Ewen, es una cantante y actriz británica de ascendencia jamaicana. Es conocida por haber representado a Reino Unido en Eurovision en el año 2009 y por haber formado parte del grupo femenino Sugababes.

## Biografía
En diciembre del 2009 comenzó a salir con el actor Ricky Norwood, sin embargo la relación terminó en septiembre del 2011.

## Carrera
Saltó a la fama por su papel como Anggie Trackery en la serie de televisión La vida cambia. En 2005 se unió al grupo de R&B llamado Trinity Stone, con el que sacó a la venta un sencillo que tuvo cierta repercusión en Europa, aunque no la suficiente como para que la discográfica siguiera adelante con el proyecto de lanzar un álbum. 
Tiempo después fue seleccionada por Andrew Lloyd Webber para participar representando al Reino Unido en el Festival de la Canción de Eurovisión 2009 que se celebró en Moscú del 12 al 16 de mayo de ese año. Interpretó la canción «It's My Time» y quedó en el quinto puesto de la clasificación.
En septiembre de 2009 lanza un segundo sencillo al mercado, «My Man», como adelanto de un álbum en solitario que no llegaría a publicar, ya que se uniría al grupo inglés femenino más exitoso de la década, Sugababes, sustituyendo a Keisha Buchanan. Sin embargo, este sencillo logró ocupar el número 35 en el Reino Unido.
En 2019 actuó en el musical Aladdin en el teatro Prince Edward, en el papel de Jasmine.[¿cuándo?]
En 2021 interpretó a Mariah Carey en la serie de Netflix, Luis Miguel, en su tercera y última temporada.

## Discografía

### Álbumes
con Sugababes
- 2010: Sweet8

### Singles

#### Trinity Stone
- 2006: "Move a little closer"

#### Solitario
- 2008: "Got you"
- 2009: "It's My Time"
- 2009: "My man"

Colaboraciones
- 2014: "Fly" (Lost Witness con Jade Ewen)

#### Sugababes
- 2009: "About a Girl"
- 2010: "Wear My Kiss"
- 2011: "Freedom"

## Películas y programas de televisión
- 2005: "Mr. Harvey Lights a Candle"
- 2016: "Disney's Broadway Hits at Royal Albert Hall" y "End of a gun"[8]
- 2018: "Luis Miguel, la serie"